# Mexican night
Mexican night is een medley van de Volendamse band BZN uit 1998.
De medley bestaat uit bekende traditionele Mexicaanse liedjes, zoals Allá en el Rancho Grande van Jorge Negrete, Cielito lindo en La Adelita.
Mexican night werd uitgebracht als eerste single van het live-album A symphonic night II. De single zat in een speciale verpakking waarin een tweede single kon worden opgeborgen. Met een bijgeleverde coupon kon men stemmen welk nummer op die tweede single moest komen. Uiteindelijk werd gekozen voor Don't give up, don't give in.
Mexican night stond drie weken in de Nederlandse Top 40, waar het de negentiende plaats behaalde. In de Mega Top 100 werd de achttiende plaats bereikt.